# Andamia amphibius
Andamia amphibius är en fiskart som först beskrevs av Johann Julius Walbaum 1792.  Andamia amphibius ingår i släktet Andamia och familjen Blenniidae. Inga underarter finns listade i Catalogue of Life.